# Via Sacra
|  | Per a altres significats, vegeu «Via Sacra (Grècia)». |

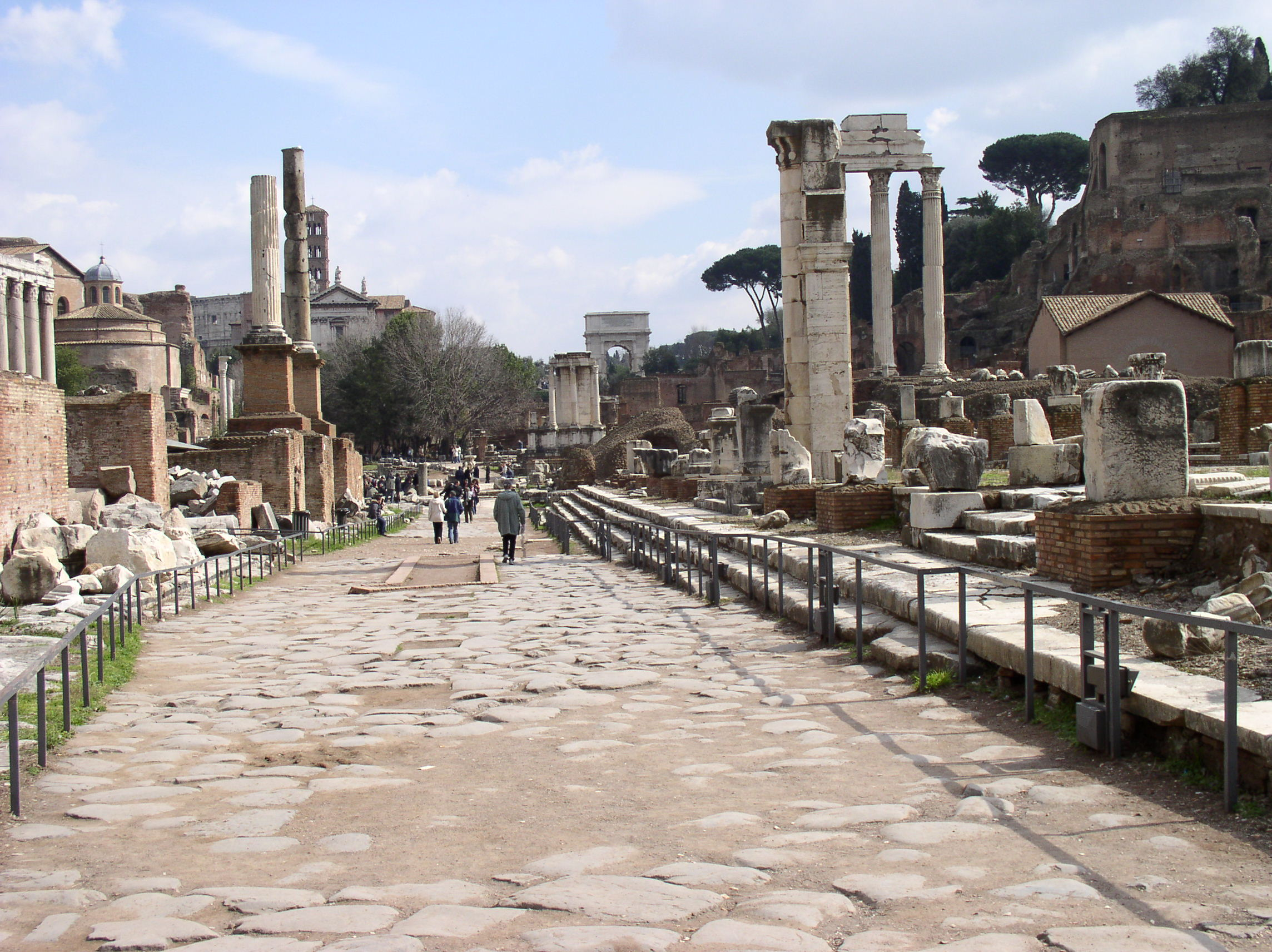
Un tram de la Via Sacra al Fòrum Romà

La Via Sacra era un antic carrer de Roma que comunicava el Palatí amb el Capitoli, damunt el qual es trobava l'edifici de culte més important de la ciutat, el temple de Júpiter Òptim Màxim. Començava a l'arc de Titus i passava vora els monuments principals del Fòrum Romà i per sota dels arcs d'August, Tiberi i Septimi Sever. El paviment actual data del temps d'August i es va col·locar damunt l'original de l'època reial.
En general, en el terreny de l'arqueologia, s'anomena també via sacra el camí que porta al santuari o a l'acròpoli d'una ciutat antiga.

## Història
El traçat de la Via Sacra travessa la vall sobre la qual s'aixecaria el Fòrum Romà. L'apel·latiu de via (és a dir, camí, carretera) indica que en un principi el carrer es trobava fora del perímetre dels murs de la ciutat, dins la qual va ser englobada més endavant. La vall era l'escenari de continus enfrontaments entre els antics romans establerts al Palatí i els sabins, que habitaven el Quirinal, sobretot després del famós rapte de les sabines. Precisament Ròmul va fer aixecar el temple de Júpiter Stator arran d'un vot que havia fet durant una d'aquestes batusses. Amb el temps, la vall entre els turons va esdevenir un lloc de trobada, fins al punt que, segons la llegenda, el nom de sacra li ve del fet que aquí Ròmul i Titus Taci van fer les paus, sancionant el pacte amb sacrificis als déus.
Segons una teoria més digna de crèdit, el carrer s'anomenava així perquè duia de la seu del Rex sacrorum fins a la residència oficial del pontífex màxim, la Règia, a banda del fet que era la via d'accés a un bon nombre de santuaris: els temples del Diví Ròmul, el Diví Juli, Antoní i Faustina, Vesta, Saturn, la Concòrdia, Vespasià i Júpiter Capitolí (o Júpiter Òptim Màxim), entre d'altres.
L'àrea que travessava la Via Sacra es va destinar al comerç i als diferents tipus de culte i es va sanejar completament arran de la construcció de la Cloaca Maxima per part de Tarquini Prisc o Tarquini el Superb. Alguns dels primers reis de Roma s'hi van fer bastir els seus palaus privats: a més a més de l'esmentat Tarquini el Superb, també Numa Pompili i Anc Marci, segons la llegenda, hi van tenir la residència. En època republicana, però, hi van viure importants famílies, com la gens dels Escipions, els Domicis, els Valeris i els Octavis.
En època imperial va perdre la funció d'àrea residencial i a banda i banda s'hi van aixecar comerços, que a partir del segle i van deixar lloc als edificis monumentals com ara el temple de la Pau –sobre les ruïnes del qual es construirà al segle iv la basílica de Maxenci–, el temple d'Antoní i Faustina, el temple de Venus i Roma –que va ocupar totalment el turó de Roma– i el temple del Diví Ròmul. També tocaven al carrer el temple de Vesta i el santuari dels Lars i els Penats, que no ha arribat fins als nostres dies.
Algunes de les esglésies construïdes a l'àrea del fòrum, com la basílica dels Sants Cosme i Damià –que va reutilitzar el temple del Diví Ròmul com a vestíbul– i l'església de Sant Pere i Sant Pau, avui desapareguda, van mantenir el títol llatí de in sacra via fins a l'edat mitjana.
La Via Sacra, a part de comunicar el Palatí amb el Capitoli, era d'una gran monumentalitat. Al llarg d'aquest carrer hi desfilaven els carros del triomf, que anaven des de l'arc de Titus, on comença la via, fins al temple de Júpiter Òptim Màxim, al Capitoli. Aquestes desfilades les organitzava el Senat als generals que s'havien distingit durant les campanyes militars. També es feia servir durant les festivitats religioses.